# Andreina Pinto
Andreina Pinto, née le 10 septembre 1991 à Maracay, est une nageuse vénézuélienne.

## Biographie
Aux Jeux olympiques d'été de 2008,  alors âgée de seize ans, elle se classe 14e du 800 m nage libre et 9e du dix kilomètres en eau libre.
Aux Jeux olympiques d'été de 2012, elle parvient en finale du 800 m nage libre, se classant huitième.

## Palmarès

### Jeux panaméricains
- Jeux panaméricains de 2011 à Guadalajara (Mexique) :
  -  Médaille d'argent du 400 m nage libre.
  -  Médaille de bronze du 200 m nage libre.
  -  Médaille de bronze du 800 m nage libre.

- Jeux panaméricains de 2015 à Toronto (Canada) :
  -  Médaille d'argent du 400 m nage libre.
  -  Médaille de bronze du 800 m nage libre.